# Stenolophus trivittis
Stenolophus trivittis es una especie de escarabajo de tierra del género Stenolophus, tribu Harpalini, subfamilia Harpalinae. Fue descrita científicamente por Fairmaire en 1868.

## Descripción
Mide 4,4 milímetros de longitud.

## Distribución
Se distribuye por Kenia.